# Campionato croato di calcio a 5 2003-2004
Il Campionato croato di calcio a 5 2003-2004 è stato il tredicesimo campionato croato di calcio a 5. Si è svolto per l'ultima volta con la formula del girone unico ed ha visto trionfare per la quinta volta la squadra dell'MNK Split.

## Classifica finale
| Pos | Squadra               | Pti | G  | V  | N | P  | GF  | GS  |
| --- | --------------------- | --- | -- | -- | - | -- | --- | --- |
| 1   | Split Gašperov        | 55  | 22 | 17 | 4 | 1  | 108 | 58  |
| 2   | Petar Rauch Zagreb    | 42  | 22 | 14 | 0 | 8  | 113 | 66  |
| 3   | MNK Orkan Zagreb      | 38  | 22 | 11 | 5 | 6  | 89  | 68  |
| 4   | MNK Uspinjača Zagreb  | 37  | 22 | 12 | 1 | 9  | 96  | 85  |
| 5   | Argus Slavonski Brod  | 36  | 22 | 11 | 3 | 8  | 110 | 95  |
| 6   | Torcida Spalato       | 30  | 22 | 9  | 4 | 9  | 110 | 104 |
| 7   | Square Dubrovnik      | 30  | 22 | 9  | 3 | 10 | 83  | 97  |
| 8   | Croatia Perković      | 28  | 22 | 8  | 4 | 10 | 83  | 87  |
| 9   | Termika Novi Marof    | 27  | 22 | 8  | 3 | 11 | 72  | 103 |
| 10  | Split Ship Management | 20  | 22 | 5  | 5 | 12 | 82  | 112 |
| 11  | Petrinjčica           | 18  | 22 | 5  | 3 | 14 | 80  | 113 |
| 12  | Porto Tolero Ploce    | 16  | 22 | 5  | 1 | 16 | 77  | 115 |